# Soldier (Kansas)
Soldier is een plaats (city) in de Amerikaanse staat Kansas, en valt bestuurlijk gezien onder Jackson County.

## Demografie
Bij de volkstelling in 2000 werd het aantal inwoners vastgesteld op 122.
In 2006 is het aantal inwoners door het United States Census Bureau geschat op eveneens 122.

## Geografie
Volgens het United States Census Bureau beslaat de plaats een oppervlakte van
0,4 km², geheel bestaande uit land.

## Plaatsen in de nabije omgeving
De onderstaande figuur toont nabijgelegen plaatsen in een straal van 20 km rond Soldier.